# Soutajärvet
Soutajärvet är en sjö i Kiruna kommun i Lappland och ingår i Torneälvens huvudavrinningsområde. Sjön har en area på 0,121 kvadratkilometer och ligger 357 meter över havet. Soutajärvet ligger i Torne och Kalix älvsystem Natura 2000-område.

## Delavrinningsområde
Soutajärvet ingår i det delavrinningsområde (759320-178826) som SMHI kallar för Mynnar i Muonioälvens vattendragsyta. Medelhöjden är 333 meter över havet och ytan är 47,55 kvadratkilometer. Räknas de 24 avrinningsområdena uppströms in blir den ackumulerade arean 262,43 kvadratkilometer. Luongasjoki som avvattnar avrinningsområdet har biflödesordning 3, vilket innebär att vattnet flödar genom totalt 3 vattendrag innan det når havet efter 387 kilometer. Avrinningsområdet består mestadels av skog (72 procent) och sankmarker (25 procent). Avrinningsområdet har 1,07 kvadratkilometer vattenytor vilket ger det en sjöprocent på 2,2 procent.